# Eugène Letellier
Pour les articles homonymes, voir Letellier.
Eugène Joseph Alphonse Letellier, né le 8 octobre 1845 dans l'ancien 10e arrondissement de Paris et mort le 2 février 1923 dans le 16e arrondissement de Paris,, est un entrepreneur en travaux publics, homme d'affaires et propriétaire de journaux français.

## Biographie
Eugène Letellier est d'abord un architecte et son premier grand projet est un bâtiment public à Trouville. Il déménage ensuite à Paris, diversifie ses actifs, puis participe au creusement de l’isthme de Panama, en association avec Jules Baratoux, à la construction des forts de la Meuse en Belgique, à partir de 1889 avec Adrien Hallier et Jules Baratoux, à la construction du chemin de fer du Pirée à Larissa, avec Jules Baratoux et Emile Dollo, en 1891 et des égouts de Mexico en 1898 avec Charles Vézin,. Au Mexique, il est aussi propriétaire de puits de pétrole. Il a construit quelques ports d’Amérique du sud. Une douzaine de bâtiments à Buenos Aires porte son nom.
Il a fondé Jacob, Delafon et Compagnie. Il est commanditaire,  dès 1900, avec son frère Léon, du Journal, fondé par Fernand Xau.Les Letellier forme une société en commandite pour gérer le Journal et sont parmi les principaux bailleurs de fonds de la nouvelle Société des Hôtels et Casino de Deauville, fondée en décembre 1910 par Eugène Cornuché. Letellier fut parfois surnommé le "Roi de Deauville" pour son implication dans la construction d'un Deauville fait de villas et de clubs exclusifs. En 1926, Le Journal est imprimé quotidiennement en 1.280.000 exemplaires, ce qui en fait le 3ème journal le plus lu au monde. Il organise aussi l'un des premiers Tour de France. 
Il est actionnaire fondateur de la Banque industrielle de Chine en 1913
Letellier est propriétaire à Hennequeville et maire de Trouville-sur-Mer de 1904 à 1910.
Octave Mirbeau s'inspira d'Eugène Letellier pour son personnage d'Isidore Lechat dans Les affaires sont les affaires.

## Famille
Eugène Letellier a eu trois enfants :
- Henri Letellier (1868-1960), maire de Deauville de 1925 à 1928[10].
- Mathilde Madeleine Rose Letellier (1869-1952), veuve d'Albert Menier, remariée en 1901[N 1] avec le baron Maurice de Forest (en)[14].
- Pierre Letellier, coureur automobile, décédé des suites d'un accident d'automobile en novembre 1913[15].

## Décorations Française
- Officier de la Légion d'honneur en 1912[2]